# Plagiotremus rhinorhynchos
Plagiotremus rhinorhynchos és una espècie de peix de la família dels blènnids i de l'ordre dels perciformes.

## Morfologia
- Els mascles poden assolir 12 cm de longitud total.[1]

## Reproducció
És ovípar.

## Hàbitat
És un peix marí de clima tropical i associat als esculls de corall que viu entre 1-40 m de fondària.

## Distribució geogràfica
Es troba des del Mar Roig fins a Knysna (Sud-àfrica), les Illes de la Línia, les Illes Marqueses, les Illes de la Societat, el sud del Japó i l'Illa de Lord Howe.